# Krasnoarmejsk (Oblast' di Saratov)
Krasnoarmejsk in russo Красноармейск? è una città dell'Oblast di Saratov, nella Russia europea, situata 75 km a sud del capoluogo Saratov, nella Depressione caspica, nella zona dove nasce il fiume Golyg Karamyš, affluente del Medvedica. Fondata nel 1765 con il nome di Golyg Karamyš, mantenuto fino al 1925, per poi diventare Bal'cer  fino al 1942 e assumere infine assumere il nome attuale , è capoluogo del Krasnoarmejskij rajon.